# Pselliophora ctenophorina
Pselliophora ctenophorina är en tvåvingeart som beskrevs av Riedel 1913. Pselliophora ctenophorina ingår i släktet Pselliophora och familjen storharkrankar.
Artens utbredningsområde är Taiwan. Inga underarter finns listade i Catalogue of Life.